# Paul Gilbert
Paul Brandon Gilbert (Carbondale, Illinois, 6 de noviembre de 1966) es un guitarrista estadounidense, reconocido por haber integrado las agrupaciones Racer X y Mr. Big y por su carrera como músico solista. Gilbert comenzó a tocar la guitarra a los 6 años. En 1984 se mudó a Los Ángeles para estudiar en el Guitar Institute of Technology (GIT), convirtiéndose en instructor de guitarra un año después. Sus influencias van desde Eddie Van Halen e Yngwie Malmsteen hasta otras no tan comunes para un guitarrista de este estilo, como The Beatles, The Beach Boys y The Ramones.
Es considerado uno de los guitarristas más rápidos del mundo, por ello figuró dentro de los diez primeros en una encuesta de la revista Guitar One. No solo se destaca por su habilidad en la guitarra eléctrica, también ejecuta la guitarra acústica a un gran nivel, hecho comprobado en sus discos Acoustic Samurai y Gilbert Hotel.
Ha editado algunas lecciones en video, como Intense Rock - Sequences & Techniques, Intense Rock II, Guitars from Mars, Guitars from Mars II y Terryfying Guitar Trip, donde demuestra sus habilidades como guitarrista y como instructor, enseñando a tocar la guitarra con muy buen sentido del humor. Entre sus alumnos más destacados se encuentran Buckethead y Akira Takasaki. También ha dado clases en la academia musical GIT de Japón y de Los Ángeles.
Fue miembro y fundador de Racer X y Mr. Big. En 1996 dejó Mr. Big (siendo reemplazado por Richie Kotzen) y comenzó su carrera como solista. Usa guitarras Ibanez y tiene varios modelos propios, como la PGM-301. Hoy en día ya no usa guitarras con puente flotante, porque prefiere el sonido del puente rígido y el vibrato natural.
Participó en Amazing Journey: A tribute to The Who, una serie de tres conciertos en homenaje a la banda The Who, junto a los músicos Billy Sheehan, Gary Cherone y Mike Portnoy. En el año 2007 participó en el famoso proyecto G3 junto a John Petrucci y Joe Satriani, donde presentó canciones de su disco Get Out of my Yard.

## Biografía

### Inicios
Paul comenzó a tocar la guitarra a una temprana edad, pero abandonó la práctica. A los once años retomó dicha actividad en plan autodidacta y de manera poco ortodoxa. Acabó asistiendo a clases, corrigió su técnica y en poco tiempo empezó a mostrar indicios de su virtuosismo. A los catorce años formó su primera banda, llamada Missing Lynx, en la ciudad de Greensburg, Pensilvania. Tocó en la agrupación durante dos años para luego unirse a la banda local Tau Zero, proyecto que abandonó al poco tiempo para trasladarse a California. Apareció entonces en la revista Guitar Player junto a otra joven promesa, Yngwie Malmsteen. A la edad de 17 años, Gilbert se convirtió en una sensación por su gran calidad de interpretación. Fue contratado como instructor en el Guitar Institute of Technology (GIT) en 1985 y logró ingresar en una nueva agrupación de heavy metal llamada Racer X, con la que grabó el álbum Street Lethal un año después.

### Racer X
La formación original de Racer X consistía en Paul Gilbert (guitarra), John Alderete (bajo), Harry Gschoesser (batería) y Jeff Martin (voces). En sus inicios la banda estaba fuertemente influenciada por Judas Priest y tenía algunas reminiscencias del estilo del guitarrista sueco Yngwie Malsmteen, apoyada por los vertiginosos y técnicos solos de Gilbert.
En 1986 Gschoesser debió volver a Austria por el vencimiento de su visa y fue reemplazado por Scott Travis y Bruce Bouillet, quien fue alumno de Paul Gilbert en la GIT. Bouillet era un guitarrista muy hábil, ya que tenía que complementar los siempre difíciles y exigentes fraseos de Paul. Scott Travis más tarde integraría la agrupación Judas Priest y John Alderete sería el bajista de las bandas The Scream y The Mars Volta.
Paul ganó el prestigio de ser uno de los guitarristas más rápidos del mundo, en parte, gracias a su quehacer en canciones como "Frenzy", "Scarified", "Technical Difficulties" y "Scit Scat Wah". El músico dejó Racer X oficialmente en 1988, aunque la banda se reunió eventualmente en 1999 para tocar "Technical Difficulties", "Superheroes", "Getting Heavier" y el álbum en directo Snowball Of Doom- Live At The Whisky GO GO, aunque sin la participación de Bruce Bouillet. Paul ha afirmado en varias entrevistas que no descarta un nuevo disco de Racer X, ya que fue la banda en la que surgió, aunque no asegura que sea la formación original ya que todos se encuentran muy ocupados con sus proyectos paralelos.

### Mr. Big

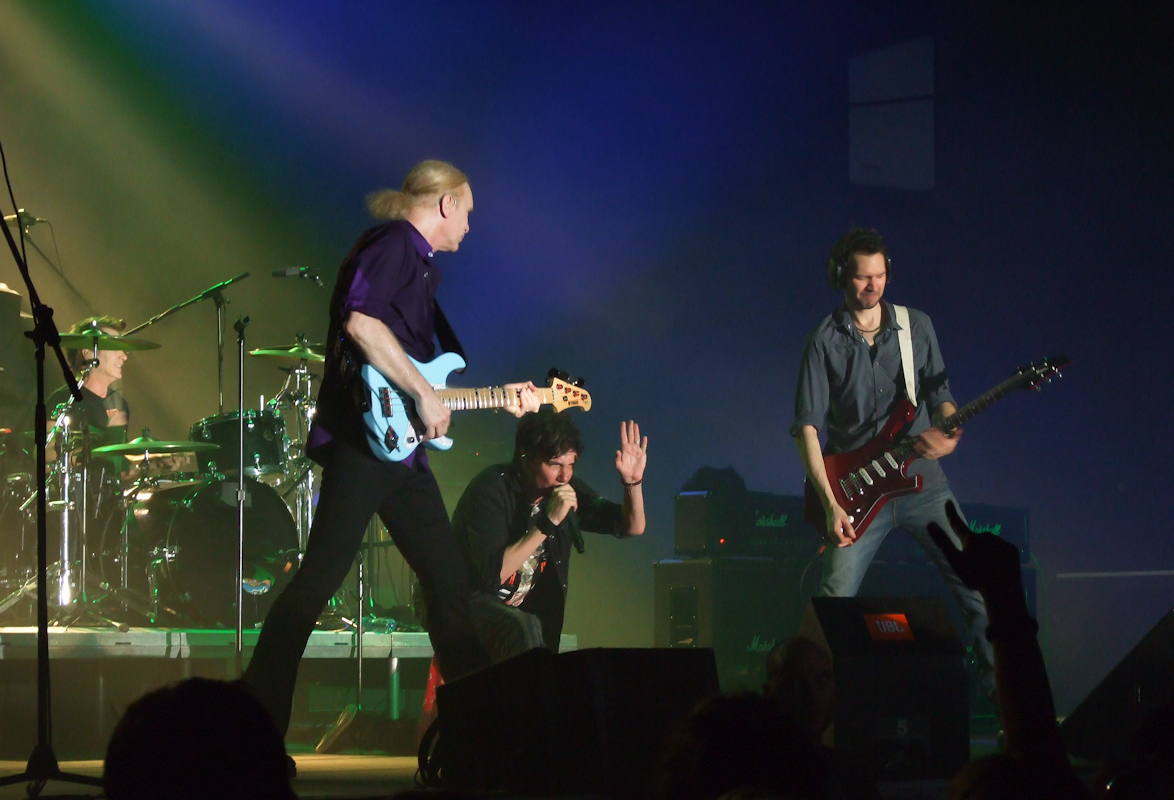
Gilbert con Mr. Big en 2011.

Cuando el bajista Billy Sheehan dejó el grupo de David Lee Roth en 1988 se unió a Paul Gilbert, que acababa de salir de Racer X. Juntos fundaron la banda Mr. Big junto a Pat Torpey en la batería Eric Martin como cantante. El grupo tuvo un gran éxito en Japón y se hicieron famosos en 1991 con su segundo disco, titulado Lean Into It, especialmente por la repercusión mediática que tuvo la canción "To Be with You", ampliamente difundida en los medios alcanzando la primera posición de la lista Billboard. Gilbert continuó tocando con Mr. Big hasta finales de la década de 1990. Dejó la banda en 1999 para iniciar una carrera en solitario y fue reemplazado por Richie Kotzen. Sin embargo, esta nueva formación de Mr. Big solamente duraría algunos años, tras anunciar su separación en 2002.
En un recital de Paul Gilbert como solista llevado a cabo en el House of Blues el 7 de mayo de 2008, Paul dio una grata sorpresa al público al invitar al escenario a Pat Torpey y luego a Billy Sheehan, y tocaron la famosa canción "Daddy Brother Lover Little Boy", en la cual una parte del solo es tocada, tanto en bajo como en guitarra, con un taladro con púas pegadas en la broca. Los músicos decidieron reunirse nuevamente con Eric Martin, algo que se mantuvo en secreto hasta enero de 2009 cuando fue anunciada la gira reunión que daría inicio en tierras japonesas en junio.
Tras acabar la gira europea promocionando su disco en solitario Fuzz Universe, Paul regresó al estudio con Mr. Big para grabar un nuevo álbum, titulado What If..., que salió al mercado el 21 de enero de 2011, con su correspondiente gira mundial.

### Otros proyectos y carrera como solista

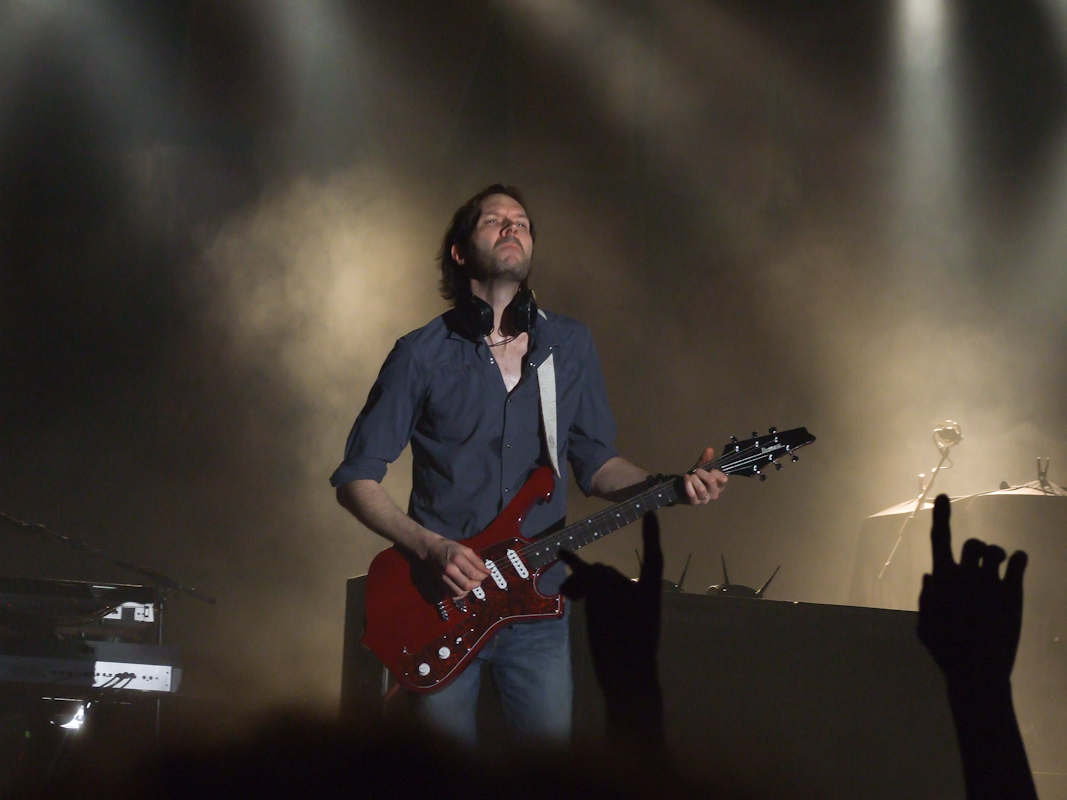
Gilbert en concierto en 2011.

En mayo de 2003 participó en dos ocasiones en un proyecto llamado Yellow Matter Custard, una banda tributo a los Beatles conformada por Mike Portnoy de Dream Theater, Neal Morse de Spock's Beard y Matt Bissonette. La agrupación tomó el nombre de la letra de la canción "I Am the Walrus". Se reunió de nuevo con Portnoy, Dave LaRue y Daniel Gildenlöw para realizar un tributo a Led Zeppelin titulado Hammer of the Gods en el 2004 y de nuevo en septiembre del 2005 con Portnoy, Sean Malone y Jason McMaster en un tributo a Rush titulado Cygnus and the Sea Monsters. En 2007 tocó la guitarra en el álbum Sola Scriptura de Neal Morse. Un año después publicó un álbum con el cantante Freddie Nelson titulado United States.
Gilbert ha publicado una veintena de discos como solista, entre álbumes de estudio, directos y compilados, con gran repercusión en tierras japonesas, logrando figurar en las listas de la empresa Oricon en más de una ocasión.

## Carrera como instructor
Paul Gilbert tuvo su propia sección en la revista especializada británica Total Guitar donde enseñaba sus técnicas guitarrísticas en el CD de acompañamiento. Incluso antes de ello contribuyó con artículos didácticos en la revista Guitar Player entre los años 1980 y 1990. Este periodo de colaboración duró 31 ejemplares hasta noviembre de 2006. También ha enseñado guitarra en el Guitar Institute of Technology (GIT) y es decano del mismo en su sede de Japón. De hecho, vivió una temporada en ese país, tratando de aprender japonés de manos del guitarrista Marty Friedman, quien todavía vive allí y lo habla con fluidez. Uno de sus más exitosos estudiantes fue Buckethead.

## Influencias y estilo
Hablando de sus influencias, Paul menciona muchos artistas diferentes, incluyendo: Michael Schenker, Randy Rhoads, Eddie Van Halen, Yngwie Malmsteen, Tony Iommi, Alex Lifeson, Jimmy Page, Robin Trower, Pat Travers, Judas Priest, Akira Takasaki, Jimi Hendrix, Kiss y The Ramones. Paul ha declarado varias veces que él estuvo fuertemente influenciado por su tío Jimi Kidd, quien fue fundamental para mantener a Paul interesado en tocar la guitarra. También es un gran fan de The Beach Boys y The Beatles. En el DVD de Live Space Ship, afirma que George Harrison es uno de sus guitarristas favoritos. Revista de World de guitarra lo declaró uno de 50 de los guitarristas más rápidos de todo el mundo de todos los tiempos, junto con Buckethead, Eddie Van Halen e Yngwie Malmsteen.
Paul Gilbert compone música en una amplia variedad de estilos, que incluyen pop, rock, metal, blues y funk. Sin embargo, Gilbert es quizás más conocido por su rápida velocidad de ejecución y su versatilidad estilística. Se destaca en particular por su eficiente técnica de punteo similar a un staccato. Combina técnicas de plumilleo rápido y legato en la misma frase, generalmente de manera instintiva. Al enseñar y/o demostrar una frase en particular, tiene que pensar en lo que realmente está haciendo con su mano derecha para poder explicarla. A pesar de ser famoso por su trabajo en heavy metal y su habilidad con la mano derecha para tocar rápido, Gilbert se ha disociado de ese estilo de tocar, gravitando hacia el blues y las ideas melódicas..

## Equipamiento

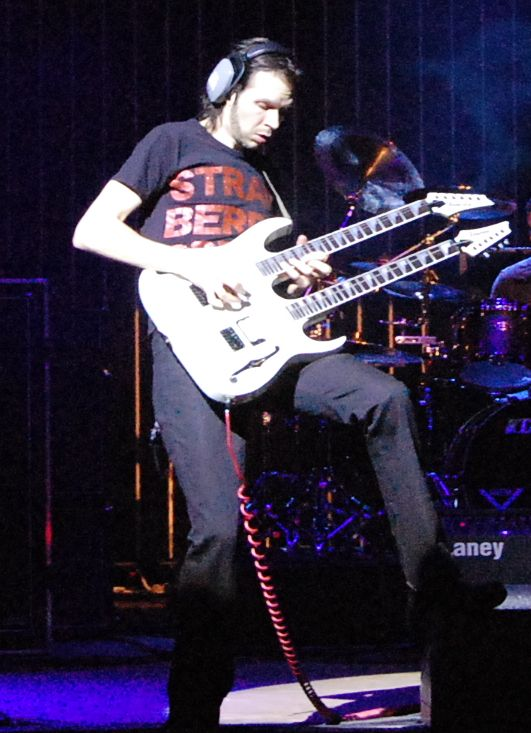
Gilbert en 2007.

Paul tiene un apoyo especial por las guitarras de la marca Ibanez y usa ejemplares de su serie PGM Signature. Su guitarra principal, actualmente, es una Ibanez de su nueva línea de guitarras custom, las Fireman. La línea Fireman fue diseñada por Paul en una habitación de hotel usando Photoshop, con el cual dio la vuelta a una imagen de una Ibanez Iceman, añadió un cutaway extra y cambió el acabado.
La primera Fireman que Paul tuvo fue resultado de esa sesión de Photoshop. Una guitarra hecha de korina, con mástil a través del cuerpo y con 22 trastes medianos, al contrario de los 24 traste jumbo que acostumbraba a tener en sus antiguos modelos PGM. El mástil de la primera Fireman es muy ancho, algo que a Paul le encanta para el tono, pero para la edición comercializada de las Fireman (todavía no disponible) así como para las suyas propias después de la primera, pidió a los luthiers de la Custom Shop de Ibanez hacer el mástil "milimétricamente más fino", según sus propias palabras, para hacerlo un poco más fácil de tocar sin comprometer la calidad.
A petición popular, se comercializaron 45 guitarras Fireman en un pack con sello de autenticidad firmado por Paul, un strap (de Hippie Straps), unas púas, un cable y unos cascos como los que usa Paul en el escenario. Debido al elevado precio de éstas (rondando los 10000 dólares) ha tenido lugar una demanda masiva por parte de los fanáticos de una serie más económica de Fireman, en la que están trabajando ahora mismo, y presumiblemente llegará al mercado en verano de 2011 como muy temprano. Esta serie de Fireman más económicas estará basada en el diseño de la Fireman rojo cereza, la nueva guitarra predilecta de Paul. Las Fireman usan pastillas DiMarzio Injector (diseñadas por Paul), single-coils con un ataque y claridad extremos. Estas pastillas, así como las Fireman, han sido usadas íntegramente por Paul en la grabación de su nuevo disco Fuzz Universe.
Paul también ha sacado un par de pedales signature nuevos, el Airplane Flanger (AF-2) con Ibanez y el Fuzz Universe con Magikbox.
El pedal Fuzz Universe es el resultado de integrar los circuitos del pedal Body Blow y el Venom Boost de Magicbox en una misma caja, dando como resultado un gran pedal de Overdrive/Boost para ritmos y, claro está, para shred.
Hasta hace relativamente poco, utilizaba amplificadores Laney de los que decía tener "la distorsión más natural de válvulas nunca oída". En su página web dice que tocando con Joe Satriani y John Petrucci se inspiró en acercarse más al sonido de su propia guitarra y por ello comenzó a usar los amplificadores Marshall de la serie Vintage Modern.
Solía usar preamplificadores ADA para atacar a sus Laney, aunque ahora usa los Marshall Vintage mencionados anteriormente.

## Discografía

### Como solista
- Tribute to Jimi Hendrix (1991)
- King of Clubs (1998)
- Flying Dog (1998)
- Alligator Farm (2000)
- Raw Blues Power (2002)
- Burning Organ (2002)
- Gilbert Hotel (2003)
- Space Ship One (2005)
- Get Out of My Yard (2006)
- Silence Followed by a Deafening Roar (2008)
- United States (2009)
- Fuzz Universe (2010)
- Vibrato (2012)
- Stone Pushing Uphill Man (2014)
- I Can Destroy (2015)
- Behold Electric Guitar (2018)
- Werewolves Of Portland (2021)
- 'TWAS (2021)
- The Dio Album (2023)

### Con Racer X
- Street Lethal (1986)
- Second Heat (1987)
- Technical Difficulties (1999)
- Superheroes (2000)
- Getting Heavier (2002)

### Con Mr. Big
- Mr. Big (1989)
- Lean into It (1991)
- Bump Ahead (1993)
- Hey Man (1996)
- What If... (2011)
- ...The Stories We Could Tell (2014)
- Defying Gravity (2017)

## Videografía
- Intense Rock - Sequences & Techniques VHS
- Intense Rock II VHS
- Guitars from Mars Japanese DVD
- Guitars from Mars II Japanese DVD
- Terrifying Guitar Trip VHS
- Eleven Thousand Notes DVD
- Guitar Wars DVD
- Space Ship Live DVD
- Complete Intense Rock (DVD) 2006
- Terrifying Guitar Trip (DVD) 2006
- Get Out of My Yard Instructional (DVD) 2007
- Get Out of My City Instructional (DVD/VCD) 2007
- One Night in New York City - Yellow Matter Custard (2003)
- Two Nights In North America - Hammer of the Gods (2006)
- One Night in Chicago - Cygnus and the Sea Monsters (2006)
- One Night in New York City - Amazing Journey (2007)
- 100% Racer X (2007)
- Silence Followed by a Deafening Roar - Guitar Instructional DVD and Shred Annex (2008)
- One More Night in New York City - Yellow Matter Custard (2011)